# Atléticos de Medellín
Los Atléticos de Medellín fue un equipo de béisbol que participó en la Liga Invernal Veracruzana con sede en Medellín, Veracruz, México.

## Historia
Los Atléticos de Medellín debutarán en la LIV para la Temporada 2011-2012.

### Inicios
Los Atléticos (antes Deportivo Isleño de Medellín), han participado en otras ligas, y por primera vez formará parte de la LIV.

### Actualidad
Forman parte de la Zona Sur en la actual temporada de la LIV.

## Jugadores

### Roster actual
"Temporada 2011-2012"
| Lanzadores: - 2 Franco Hernández Cobos - 4 Luis Meré Díaz - 7 José Tomás Martínez Cruz - 11 Emilio Ramírez Meza - 15 Rafael Cruz García - 22 Emigdio López Santos - 28 Adalberto Mora Hernández - 29 José Gabriel Guerrero Ortiz - 30 Alejandro Romero Ponce - 33 Juan Fernando Barreras Monrroy - 34 Julio Aquino Torres Receptores: - 14 Carlos Manuel Gómez Esquivel - 18 Mario Alberto Rivas Uscanga |  | Jugadores de Cuadro: - 9 Oliver de Jesús Ramírez Deceano - 10 José Luis González Montalvo - 12 Alfredo Martínez Alvarado - 31 Jorge Delfín Lara - 35 Federico Martínez Cruz Jardineros: - 3 Efraín Barragán - 16 Luis Alfonso Fentanes Gutiérrez - 19 Marco Antonio Figueroa Sanabria - 25 Román González - 27 Christian Pons García - 32 Irving Tress García - 57 Eder Oskar Salcedo Heredia Cuerpo Técnico: - Mánager: Aurelio José Zamudio Gómez - Coach: Fernando Reyes Zamudio - Coach: Alejandro Gómez Salgado - Trainer: Mariano Morales Pavón - Bat Boy: Exequias Caamal Oxte |